# Yancy Medeiros
Yancy Medeiros (Waianae, 7 settembre 1987) è un lottatore di arti marziali miste statunitense.
Combatte nella divisione dei pesi welter per la promozione UFC. In precedenza ha militato anche nelle organizzazioni Strikeforce e Hawaii Fight League.

## Caratteristiche tecniche
Medeiros è un lottatore che predilige il combattimento in piedi, nel quale dimostra uno striking variegato. È tuttavia valido anche nelle fasi a terra, grazie alle buone conoscenze nel jiu jitsu brasiliano.

## Carriera nelle arti marziali miste

### Ultimate Fighting Championship
Nel gennaio del 2013 sigla un contratto con la promozione UFC. Al suo ingresso in compagnia sceglie di competere come peso leggero, ben due classi sotto la sua divisione abitudinaria.
Compie il suo debutto sull'ottagono il 27 aprile seguente quando sfida il russo Rustam Chabilov a UFC 159. L'incontro termina per KO tecnico a causa di un infortunio al pollice dello statunitense, subito durante un tentativo di takedown da parte dell'avversario.

## Risultati nelle arti marziali miste
| Risultato  | Record   | Avversario         | Metodo                                   | Evento                                     | Data              | Round | Tempo | Città                      | Note |
| ---------- | -------- | ------------------ | ---------------------------------------- | ------------------------------------------ | ----------------- | ----- | ----- | -------------------------- | --- |
| Sconfitta  | 15-8 (1) | Damir Hadžović     | Decisione (unanime)                      | UFC Fight Night: Gane vs. Volkov           | 26 giugno 2021    | 3     | 5:00  | Las Vegas, Stati Uniti     | |
| Sconfitta  | 15-7 (1) | Lando Vannata      | Decisione (unanime)                      | UFC Fight Night: Anderson vs. Błachowicz 2 | 15 febbraio 2020  | 3     | 5:00  | Rio Rancho, Stati Uniti    | |
| Sconfitta  | 15-6 (1) | Gregor Gillespie   | TKO (pugni)                              | UFC Fight Night: Cejudo vs. Dillashaw      | 19 gennaio 2019   | 2     | 4:59  | Brooklyn, Stati Uniti      | Ritorno nei pesi leggeri                                                                                      |
| Sconfitta  | 15-5 (1) | Donald Cerrone     | TKO (pugni)                              | UFC Fight Night: Cowboy vs. Medeiros       | 18 febbraio 2018  | 1     | 4:58  | Austin, Stati Uniti        | |
| Vittoria   | 15-4 (1) | Alex Oliveira      | TKO (pugni)                              | UFC 218: Holloway vs. Aldo 2               | 2 dicembre 2017   | 3     | 2:02  | Detroit, Stati Uniti       | Fight of the Night                                                                                            |
| Vittoria   | 14-4 (1) | Erick Silva        | TKO (pugni)                              | UFC 212: Aldo vs. Holloway                 | 3 giugno 2017     | 2     | 2:01  | Rio de Janeiro, Brasile    | |
| Vittoria   | 13-4 (1) | Sean Spencer       | Sottomissione (rear-naked choke)         | UFC 203: Miocic vs. Overeem                | 10 settembre 2016 | 2     | 0:49  | Cleveland, Stati Uniti     | Debutto ai pesi welter, Performance of the Night                                                              |
| Sconfitta  | 12-4 (1) | Francisco Trinaldo | Decisione (unanime)                      | UFC 198: Werdum vs. Miocic                 | 14 maggio 2016    | 3     | 5:00  | Curitiba, Brasile          | Fight of the Night                                                                                            |
| Vittoria   | 12-3 (1) | John Makdessi      | Decisione (non unanime)                  | UFC 194: Aldo vs. McGregor                 | 12 dicembre 2015  | 3     | 5:00  | Las Vegas, Stati Uniti     | |
| Sconfitta  | 11-3 (1) | Dustin Poirier     | TKO (calcio al corpo e pugni)            | UFC Fight Night: Boetsch vs. Henderson     | 6 giugno 2015     | 1     | 2:38  | New Orleans, Stati Uniti   | Incontro catchweight (159.5 lbs.)                                                                             |
| Vittoria   | 11-2 (1) | Joe Proctor        | Sottomissione (guillotine choke)         | The Ultimate Fighter 20 Finale             | 12 dicembre 2014  | 1     | 4:37  | Las Vegas, Stati Uniti     | Performance of the Night                                                                                      |
| Vittoria   | 10-2 (1) | Damon Jackson      | Sottomissione (reverse bulldog choke)    | UFC 177: Dillashaw vs. Soto                | 30 agosto 2014    | 2     | 1:54  | Sacramento, Stati Uniti    | Performance of the Night                                                                                      |
| Sconfitta  | 9-2 (1)  | Jim Miller         | Sottomissione tecnica (guillotine choke) | UFC 172: Jones vs. Teixeira                | 26 aprile 2014    | 1     | 3:18  | Baltimora, Stati Uniti     | |
| No Contest | 9-1 (1)  | Yves Edwards       | No Contest                               | UFC: Fight for the Troops 3                | 6 novembre 2013   | 1     | 2:47  | Fort Campbell, Stati Uniti | Originariamente vittoria per KO (pugni) per Medeiros, ribaltato dopo essere risultato positivo alla Marijuana |
| Sconfitta  | 9-1      | Rustam Khabilov    | TKO (Infortunio al pollice)              | UFC 159: Jones vs. Sonnen                  | 27 aprile 2013    | 1     | 2:32  | Newark, Stati Uniti        | Debutto nei pesi leggeri                                                                                      |
| Vittoria   | 9-0      | Gareth Joseph      | KO (pugni)                               | Strikeforce: Fedor vs. Werdum              | 26 giugno 2010    | 2     | 1:19  | San Jose, Stati Uniti      | |
| Vittoria   | 8-0      | Raúl Castillo      | Decisione (unanime)                      | Strikeforce Challengers: Kaufman vs. Hashi | 26 febbraio 2010  | 3     | 5:00  | San Jose, Stati Uniti      | Debutto nei pesi medi                                                                                         |
| Vittoria   | 7-0      | Zeke Prados        | TKO (pugni)                              | Destiny MMA: Maui No Kaoi                  | 22 agosto 2009    | 1     | 2:23  | Wailuku, Stati Uniti       | |
| Vittoria   | 6-0      | Jake Yasui         | Sottomissione (rear-naked choke)         | UNU 1: Seek and Destroy                    | 21 marzo 2009     | 1     | 1:46  | Wailuku, Stati Uniti       | |
| Vittoria   | 5-0      | Po'ai Suganuma     | TKO (pugni)                              | Destiny MMA: Pier Fighter 1                | 15 novembre 2008  | 3     | 0:37  | Honolulu, Stati Uniti      | |
| Vittoria   | 4-0      | Gino Venti         | Decisione (unanime)                      | Hawaii Fight League 4                      | 12 ottobre 2008   | 3     | 3:00  | Waipahu, Stati Uniti       | |
| Vittoria   | 3-0      | Larry Perreira     | KO (pugni)                               | Hawaii Fight League 3                      | 3 maggio 2008     | 1     | 2:37  | Waipahu, Stati Uniti       | |
| Vittoria   | 2-0      | Eddie Ohia         | TKO (pugni)                              | Hawaii Fight League 2                      | 12 gennaio 2008   | 1     | 1:23  | Honolulu, Stati Uniti      | |
| Vittoria   | 1-0      | Rigo Mendoza       | KO (pugni)                               | Hawaii Fight League 1                      | 19 ottobre 2007   | 1     | N/A   | Honolulu, Stati Uniti      | |